# Belonia calcicola
Belonia calcicola är en lavart som beskrevs av Walt. Watson. Belonia calcicola ingår i släktet Belonia och familjen Gyalectaceae.   Inga underarter finns listade i Catalogue of Life.